# Facundo Kruspzky
Facundo Kruspzky, né le 28 juillet 2002 à Avellaneda en Argentine, est un footballeur argentin qui évolue au poste d'ailier gauche à l'Arsenal de Sarandí.

## Biographie

### En club
Né à Avellaneda en Argentine, Facundo Kruspzky est formé à l'Arsenal de Sarandí. Il est intégré pour la première fois à l'équipe première en octobre 2020. Il joue son premier match en professionnel le 1er novembre 2020, lors d'une rencontre de Coupe de la Ligue professionnelle face à l'Unión de Santa Fe. Il entre en jeu et les deux équipes se neutralisent (0-0 score final).
Le 7 mars 2022, Kruspzky inscrit son premier but en professionnel, lors d'un match de Coupe de la Ligue professionnelle face au CA Lanús. Titulaire, il marque le but égalisateur d'une frappe lointaine, et les deux équipes se neutralisent (2-2 score final). Dans cette même compétition il se fait remarquer en réalisant le premier doublé de sa carrière, contre le CA Aldosivi le 7 mai 2022. Buteur à deux reprises après son entrée en jeu, il permet à son équipe de s'imposer (1-2 score final),.

## Vie privée
Son frère Lucas Kruspzky (en), est également footballeur professionnel.